# Парк на Зелёном проспекте
Парк на Зелёном проспе́кте, встречается также Афганский парк — парк, расположенный на территории района Новогиреево Восточного административного округа города Москвы. Находится между Зелёным проспектом и улицей Братская. Парк имеет прямоугольную форму и геометрически правильную планировку. Площадь парка — 7,5 гектара.

## История
В начале 1970 года в соответствии с Генеральным планом развития Москвы Зелёный проспект решено было сделать деловым центром Перовского района. К первоначальному строительству в центре района были намечены крупный универсам, здание райкома и райисполкома Перовского района, а также благоустройство парковой зоны. Всё это было реализовано в первой половине 1970-х. В 1974 году построены два жилых 12-этажных дома восточнее парка.
В изданной в 1976 году книге «Москва. Какой она будет.» архитектор Яков Ефимович Дихтер писал:«В соответствии с Генеральным планом развития Москвы на Зелёном проспекте создаётся центр всего нашего района, включающий в себя уже построенные здания райкома КПСС, райисполкома, торгового комплекса и предусмотренные к строительству киноконцертный зал и станцию метро. К этому центру примыкает парк».
В декабре 1979 года открылась станция метро «Перово» Калининской линии.
В феврале 1992 года в центре парка был установлен памятник воинам-москвичам, погибшим в Афганской войне.

## Планировка

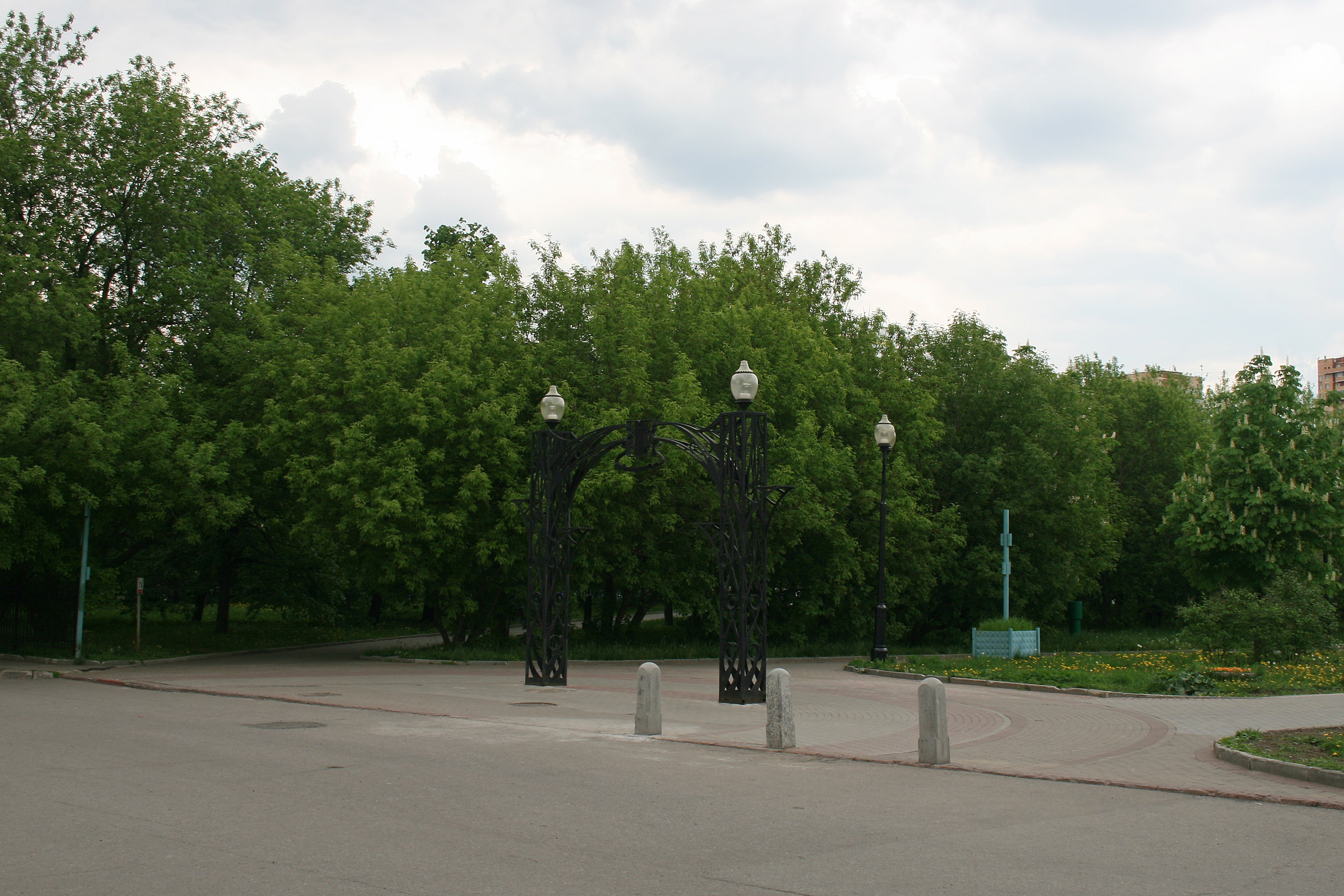
Арка с фонарями на входе в парк. В центре арки — герб района Новогиреево.

Планировка парка сочетает в себе элементы геометрической и свободной систем. На большей части парка доминируют правильные геометрические фигуры (квадрат, прямоугольник, круг, прямые линии, многоугольники). Часть территории имеет свободную планировку.
В центре парка квадратная площадь с памятником. В западной части парка оборудована площадка для дрессировки собак. В восточной части обустроены две детских площадки и площадка с тренажёрами. Там же находится холм с тремя бетонными горками.

## Достопримечательности

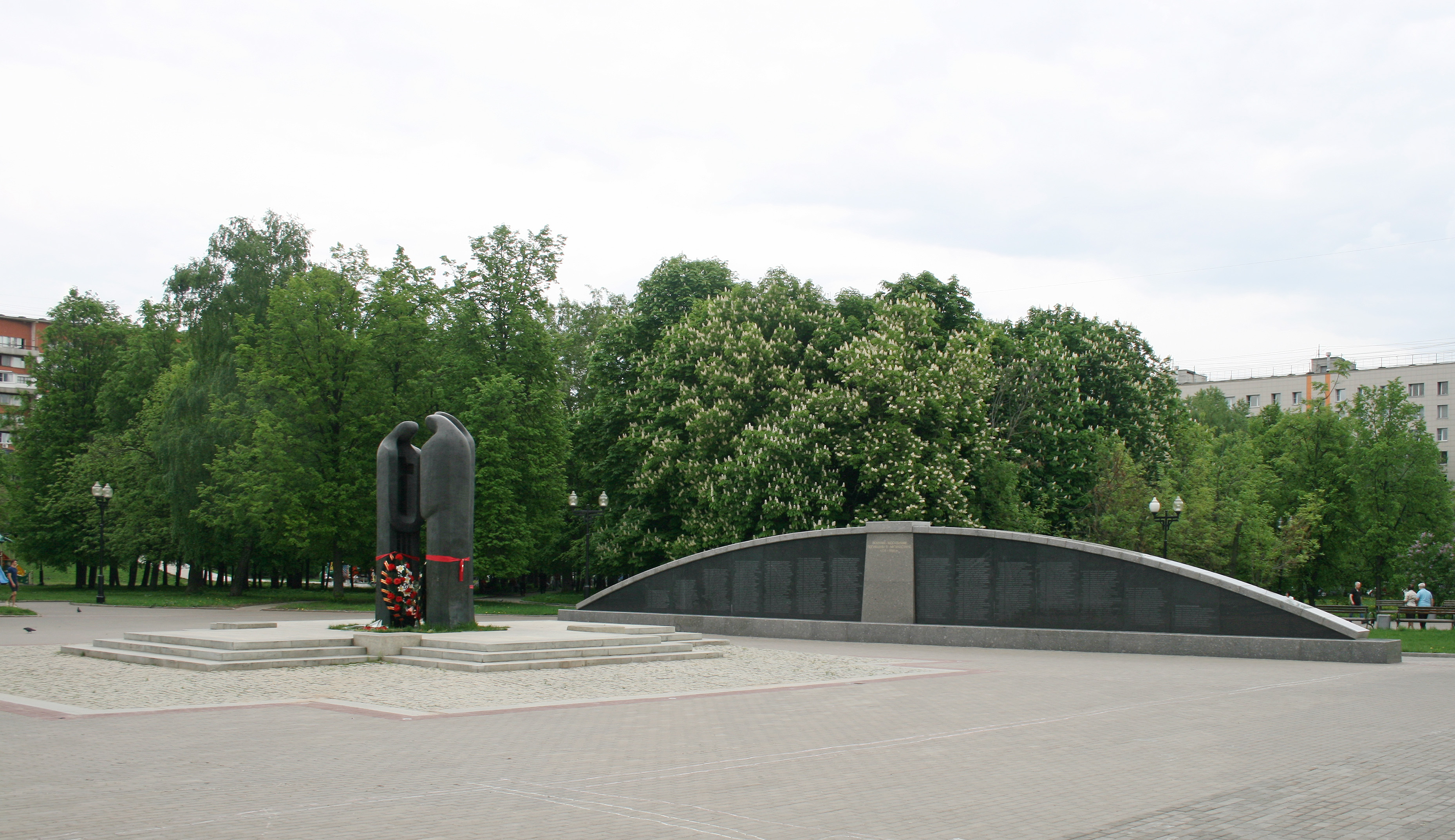
Памятник «Скорбящие матери» и стена памяти за ним.

В центре парка на площади находится памятник «Оставшимся без погребения» («Скорбящие матери»), посвящённый воинам-москвичам, погибшим в Афганской войне. Он был выполнен по модели скульптура Вадима Сидура «Памятник оставшимся без погребения» (1972) при сотрудничестве между Музеем Вадима Сидура и перовским клубом инвалидов и ветеранов войны в Афганистане «Долг». Памятник был открыт 15 февраля 1992 года.
Рядом с памятником находится стена памяти «Воинам-москвичам, погибшим в Афганистане», сооружённая в 2006 году. На ней выбиты имена погибших в Афганистане советских солдат-москвичей (351 человек). С обратной стороны стены высечено стихотворение: «Вы не вернулись с гор Панджшера / С долин афганских кишлаков./ Храни вас Бог, любовь и вера / Достойных родины сынов…».
Ежегодно 15 февраля у памятника отмечается День памяти воинов-интернационалистов, памятная дата, связанная с выводом советских войск из Афганистана.

## Транспорт
Рядом с парком расположены:
- станция метро  Перово
- остановки «Перово Поле» трамваев 36, 37, автобусов 141, 314, 449, 617, 659, 787, т77, н4

## Конфликт
C 2012 года парк стал ареной противостояния, вызванного планами по строительству православного храмового комплекса.

### Официальный статус территории
В документах Правительства Москвы используется следующее именование парка — объект природного комплекса № 72 Восточного административного округа города Москвы «Парк на Зелёном проспекте».
В марте 2011 года мэр Москвы Сергей Собянин на встрече с патриархом Московским и всея Руси Кириллом, посвященной, в частности, строительству новых церквей в столице сообщил, что правительство Москвы подобирает участки для строительства православных храмов. «По вашей просьбе мы подбираем участки для строительства новых храмов, и думаю, в течение месяца будет подготовлена документация по 60 участкам. Поэтому я предлагаю вместе заложить камень на месте строительства одного из храмов, чтобы обозначить начало этой большой программы».
27 августа 2011 года первый заместитель мэра Москвы в Правительстве Москвы Владимир Ресин рассказал журналистам, что «Принято решение о строительстве 200 храмов в Москве. В 2011 году будут начаты работы по строительству 18 модульных храмов, ведутся работы уже по 15 храмам, из них 7 находятся в стадии строительства». Все храмы предполагалось построить для Русской православной церкви.
17 октября 2011 года рабочая группа по вопросам градостроительной деятельности градостроительно-земельной комиссии города Москвы (заместитель мэра Москвы М. Ш. Хуснуллин, председатель Контрольного комитета города Москвы (Москонтроль) Е. Н. Поляков, главный архитектор А. В. Кузьмин, начальник управления координации деятельности Комплекса градостроительной политики и строительства Е. В. Леонов, председатель Комитета города Москвы по обеспечению реализации инвестиционных проектов в строительстве и контролю в области долевого строительства К. П. Тимофеев, Т. Ю. Хомиченко) рассмотрела представленное главным архитектором А. В. Кузьминым предложение разместить 77 модульных храмов РПЦ по 77 адресам, которые были определены на территориях парков (объектах природного комплекса) Москвы. Среди них был и объект природного комплекса Ж72-ВАО «Парк на Зелёном проспекте» (Зеленый проспект, вл. 26-28). Рабочая группа принципиально согласилась с предложением и решила вынести вопрос на рассмотрение Градостроительно-земельнойкомиссии города Москвы с проектом решения для дальнейшей разработки проектов планировки территорий.
19 октября 2011 года градостроительно-земельная комиссия города Москвы по председательством мэра Сергея Собянина поручила главному архитектору А. В. Кузьмину до 28 ноября 2011 года подготовить и принять правовой акт Москомархитектуры с решением о подготовке проекта планировки территории с описанием границ территории, заказчика, источника финансирования и сроков подготовки проекта планировки территории.
| Имя                 | Должность |
| ------------------- | --- |
| Сергей Собянин      | мэр Москвы |
| Владимир Ресин      | первый заместитель мэра Москвы в Правительстве Москвы                                                                                             |
| Марат Хуснуллин     | заместитель мэра Москвы в Правительстве Москвы |
| Андрей Шаронов      | заместитель мэра Москвы в Правительстве Москвы |
| Наталья Сергунина   | заместитель мэра Москвы в Правительстве Москвы |
| Николай Лямов       | заместитель мэра Москвы в Правительстве Москвы |
| Марина Оглоблина    | руководитель Департамента экономической политики и развития города Москвы                                                                         |
| Галина Браздникова  | руководитель Департамента земельных ресурсов города Москвы                                                                                        |
| Александр Кибовский | руководитель Департамента культурного наследия города Москвы                                                                                      |
| Геннадий Дёгтев     | руководитель Департамента города Москвы по конкурентной политике                                                                                  |
| Антон Кульбачевский | руководитель Департамента природопользования и охраны окружающей среды города Москвы                                                              |
| Николай Федосеев    | руководитель Департамента жилищной политики и жилищного фонда города Москвы                                                                       |
| Александр Кузьмин   | председатель Москомархитектуры |
| Валерий Жеглов      | руководитель Госинспекции по контролю за использованием объектов недвижимости города Москвы                                                       |
| Константин Тимофеев | председатель Комитета города Москвы по обеспечению реализации инвестиционных проектов в строительстве и контролю в области долевого строительства |
| Павел Гончаренко    | начальник Правового управления города Москвы |
| Анатолий Зайко      | председатель Комитета государственного строительного надзора города Москвы (Мосгосстройнадзора)                                                   |
| Евгений Леонов      | начальник управления координации деятельности Комплекса градостроительной политики и строительства                                                |

22 ноября 2011 года глава Москомархитектуры А. В. Кузьмин поручил Управлению градостроительной политики и формирования Генплана (П. В. Шабуров) за счёт средств религиозной организации «Финансово-хозяйственное управление Русской Православной Церкви (Московский Патриархат)» подготовить проекты планировки территорий города Москвы с целью размещения православных храмов и храмовых комплексов. Среди 77 объектов природного комплекса упомянут «Парк на Зелёном проспекте».
6 ноября 2012 года постановлением Правительства Москвы за подписью Сергея Собянина из объекта природного комплекса № 72 Восточного административного округа был выделен объект природного комплекса № 72а того же округа. Согласно тому же постановлению, территория проектирования составляет 4,19 га, из которых 0,33 га отведено под размещение православного храмового комплекса и 3,86 га под прогулочно-рекреационную зону. На выделенной из площади парка территории кадастровой площадью в 0,3591 га предполагалось строительство объекта капитального строительства общей площадью — 1739 м2; высота здания — 31 м; вместимость — 369 прихожан. Вокруг храма запланировано мощение, хозяйственная площадка, а также строительство автостоянки с твёрдым покрытием для «хранения автотранспорта маломобильных групп населения и спецавтотранспорта». В плане работ есть развитие коммунальных сетей (тепло-, водо- и электроснабжения, канализации), строительство улично-дорожной сети и наземного пешеходного перехода.
Согласно информации Московской городской епархии Русской православной церкви, храм рассчитан на 500 человек.
Противники строительства храма в парке на Зелёном проспекте утверждают, что согласно действующей схеме планировочной организации земельного участка при озеленении по проекту в 26,27 % объект № 72а не соответствует критериям объекта природного комплекса и озеленённой территории, требующим более 50 % и не менее 70 % озеленения соответственно.

### 2012 год
Собрание участников публичных слушаний состоялось 15 февраля 2012 года. Окружная комиссия по проведению публичных слушаний рекомендовала одобрить проект планировки части территории объекта природного комплекса № 72-ВАО «Парк на Зелёном проспекте» (4,2 га) в целях строительства храма.
Противники строительства храма утверждают, что публичные слушания состоялись одновременно с публичными слушаниями по проекту планировки части территории объекта природного комплекса № 76-ВАО «Парк на пересечении Кусковской и Перовской улиц» в целях строительства храма, о которых не было оповещения в указанной районной газете и в заключении которых, опубликованном без утверждения, в качестве территории разработки указан адрес парка на Зелёном проспекте.
Некоторые местные жители рассказывают, что узнали о публичных слушаниях постфактум и озвучивают предложения по переносу места строительства храма из парка на территорию Знаменской церкви в Перове или в кварталы реновации.
Часть прихожан храма Спаса Нерукотворного Образа в Гирееве выступают за строительство храма в парке и касательно публичных слушаний утверждают, что «кто хотел, в собрании поучаствовал». Староста строящегося храма в парке на пересечении Кусковской и Перовской улиц, выступив в поддержку строительства, сообщил о переполненности временного храма своего прихода и других храмов в воскресные дни.
Распоряжением префектуры Восточного административного округа г. Москвы от 4 сентября 2012 года утверждён акт о выборе земельного участка для строительства храмового комплекса. Согласно опубликованному ответу главы муниципального округа Новогиреево, проект акта не был согласован муниципальными депутатами.

### 2013 год
Противники строительства храма в парке приняли участие в экологическом митинге, состоявшемся во Всемирный день окружающей среды на границе районов Перово и Новогиреево.
Согласно опубликованной выписке из протокола расширенного заседания правления Местной общественной организации «Союз ветеранов Афганистана» Восточного административного округа г. Москвы за подписью председателя правления В. П. Третьякова, 21 ноября 2013 года присутствующие постановили «с целью сохранения природного комплекса № 72 „Парк на Зелёном проспекте“ в установленных до 2012 года границах … ходатайствовать об отмене решения о выделении из состава земель общего пользования … земельного участка под строительство капитального храма» и «ходатайствовать о строительстве некапитального объекта … одноэтажная неотапливаемая деревянная мемориальная часовня высотой до 5 метров площадью до 10 м²., состоящая из одного помещения».
27 ноября 2013 года некоторые жители района Новогиреево, собрав несколько тысяч подписей, обратились по поводу строительства в парках к советнику мэра Москвы и патриарха Кирилла В. И. Ресину. В ходе приёма населения депутат Государственной думы ФС РФ поддерживать идею строительства храма на территории частично утраченной Знаменской церкви в Перове отказался.
Начавшийся в мае 2013 года конфликт привлёк личное внимание патриарха Кирилла. В своём выступлении на заседании Попечительского совета Фонда поддержки строительства храмов города Москвы 1 апреля 2014 года среди «нескольких слов о проблемах 2013 года» он отметил «протест против мемориального комплекса на Зелёном проспекте в память погибших воинов — москвичей-„афганцев“».

### 2014 год
- 10 февраля 2014 года опубликована первая модель храмового комплекса.[28]
- 19 марта 2014 года на встрече настоятеля прихода Виктора Родина и председателя «Союз ветеранов Афганистана» Восточного административного округа Владимира Третьякова достигнуто соглашение о создании «мемориального комплекса в память о воинах-афганцах».[29][30] В комплекс предполагается включить собор, который планирует возвести Фонд «Поддержки строительства храмов города Москвы» в рамках своей «Программы-200», и памятник «Скорбящие матери»[31].
- Согласно информации Московского Патриархата, участок под строительство представляет собой «заброшенный пустырь», а «храмовый комплекс явится архитектурной и духовной доминантой этого унылого пока уголка столицы, где вокруг одни дома, магазин и трамвайные пути». Сообщается, что «каждый, пришедший почтить память героев, павших при исполнении воинского долга, сможет зайти в храм, поставить свечку, подать записочку о упокоении, заказать литию по усопшим. В праздники после службы прихожане будут следовать крестным ходом к памятнику, а настоятель священник Виктор Родин — совершать у мемориала панихиды по погибшим».[30]
- 10 апреля 2014 года Совет по градостроительному развитию Москвы Союза московских архитекторов рассмотрел обращение группы граждан района Новогиреево. Согласно опубликованному ответу, «Совет считает строительство на Зелёном проспекте нецелесообразным» и «отмечает, что подобные нарушения при подборе мест под строительство храмовых комплексов на территории парков были допущены неоднократно, что в настоящий момент вызывает социальную напряжённость в разных районах Москвы и негативно отражается на восприятии жителями Церкви как общественного института».[32][33]
- 23 апреля 2014 года в парке прошёл митинг противников строительства храма в парке.[34]
- В ходе слушаний «Природный комплекс: зеленые легкие или строительная площадка? Вопросы градостроительной политики в области застройки парков и скверов города капитальными и некапитальными объектами», прошедших в Общественной палате Российской Федерации 18 июня 2014 года[35], парк на Зелёном проспекте упоминается в перечне территорий объектов природного комплекса, при рассмотрении которых рабочей группой Общественной палаты Российской Федерации были выявлены нарушения законодательства.[36][37]

### 2015 год
- 28 февраля 2015 года прошёл митинг противников строительства храма в парке.[38]
- 9 июля 2015 года противники строительства храма в парке на Зелёном проспекте приняли участие в митинге против строительства православного храма в парке «Торфянка».[39]

### 2016 год
- 29 марта 2016 года патриарх Кирилл посетил Московскую городскую Думу. Руководитель фракции «Родина», председатель Общественного совета содействия строительству храма в парке на Зелёном проспекте А. В. Шибаев задал патриарху вопрос про «конфликтные ситуации в связи с возведением храмов» и пути их решения.[40]
- В 2016 году принято решение о разработке нового проекта храмового комплекса.[41] Позже председатель «Союза ветеранов Афганистана» Восточного административного округа, депутат Совета депутатов муниципального округа Вешняки Андрей Савидов сообщил, что «строительство объекта входило в столичную программу „200 храмов“» и «задача афганцев заключалась в том, чтобы он не был стандартным, типовым и высоким». После обсуждения вопроса с патриархией и настоятелем была утверждена концепция мемориально-храмового комплекса.[42]

### 2017 год
Председатель Финансово-хозяйственного управления Московского Патриархата, председатель правления Фонда «Поддержки строительства храмов города Москвы» митрополит Рязанский и Михайловский Марк согласовал новый эскизный проект храмового комплекса.

### 2018 год
- 11 февраля 2018 года в актовом зале воскресной школы храма Рождества Христова в Измайлово состоялась презентация нового проекта храмового комплекса.[44] После презентации проекта к собравшимся обратился депутат Московской городской Думы А. В. Шибаев и высказал желание видеть в строящемся храме духовный центр реабилитации ветеранов-участников боевых действий г. Москвы.
- 2 ноября 2018 года А. В. Шибаев провёл совещание по подготовке к планируемому в Московской городской Думе «круглому столу» на тему: «Об увековечении памяти погибших москвичей-участников боевых действий, проходивших на территории других государств».[42]
- 13 ноября 2018 года в Московской городской Думе состоялся «круглый стол», посвященный планам по возведению «храма ветеранов-участников боевых действий» в парке на Зелёном проспекте. А. В. Шибаев принял участие как член комиссии Московской городской Думы по делам общественных объединений и религиозных организаций. Андрей Савидов — как председатель Региональной общественной организации инвалидов региональных конфликтов и подразделений специального назначения ВАО г. Москвы.[45]
- Настоятель Виктор Родин рассказал, что патриарх Кирилл присвоил храму статус храма ветеранов боевых действий, и сообщил, что объём финансирования строительства без учёта отделки по предварительным сметам составляет около 150 млн рублей.[46]
- 20 декабря 2018 года состоялось заседание Общественного совета содействия строительству храма ветеранских организаций участников боевых действий. Заседание провел координатор Общественного совета, депутат Московской городской Думы А. В. Шибаев.[47]

### 2019 год
- 14 февраля 2019 года в парке состоялась церемония закладки капсулы в фундамент храма. В торжественном митинге приняли участие депутаты Московской городской Думы: руководитель фракции партии «Родина», председатель общественного совета содействия строительству храма Андрей Шибаев, заместитель председателя Московской городской Думы Андрей Метельский (фракция партии «Единая Россия»), председатель комиссии Московской городской Думы по делам общественных объединений и религиозных организаций Антон Палеев (фракция партии «Единая Россия»), член комиссии Московской городской Думы по безопасности Александр Сметанов (фракция партии «Единая Россия»).[48] Присутствовали заместитель префекта Восточного административного округа Елена Попова, председатель Совета ветеранов ВАО Виктор Макаров, архиепископ Орехово-Зуевский Пантелеимон, председатель Президиума Общероссийской организации «Офицеры России», Герой Российской Федерации Сергей Липовой, руководители организаций ветеранов войны в Афганистане, руководители ведомств, представители общественных организаций.[49] Митингу предшествовало прохождение колонны «Бессмертного контингента» — в шествии также приняли участие кадеты и юнармейцы школ Восточного округа. К месту строительства храмового комплекса участники митинга пошли крестным ходом.[49]
- 20 февраля 2019 года состоялась встреча с населением главы управы района Новогиреево.[50] Встреча превратилась в дискуссионную площадку между сторонниками и противниками строительства храма в парке (официальная тема — «О состоянии и работе предприятий потребительского рынка и услуг на территории района»).[18]
- 2 апреля 2019 года на сайте Группы компаний «Инград» была опубликована новость об участии в строительстве храма в парке на Зелёном проспекте.[51] Впоследствии новость удалена.
- 6 апреля 2019 года прошёл митинг противников строительства храма. Во время проведения митинга более 1200 человек оставили свои подписи против любого строительства в парке на Зелёном проспекте, в том числе против возведения храмового комплекса.[52][53][54] На митинге выступили ветераны боевых действий в Афганистане.[55] Митинг прошёл без поддержки политических партий и общественных движений.[52][54]
- 13 апреля 2019 в парке прошёл общегородской субботник.[56] 20 апреля 2019 года в ходе второго субботника, организованного «Союзом ветеранов Афганистана» Восточного административного округа[57], был установлен плакат о строительстве храма, что привело к конфликту с местными жителями.[58][12] Вечером 23 апреля 2019 года плакат демонтирован.[59]
- 29 апреля 2019 года более 5000 подписей жителей районов Новогиреево и Перово против любого строительства в парке передано в Правительство Москвы.[60]
- 13 мая 2019 года у префектуры Восточного административного округа г. Москвы прошёл одиночный пикет против строительства в парке.[61]
- Вечером 13 мая 2019 года между сторонами конфликта прошли переговоры в префектуре Восточного административного округа г. Москвы. В переговорах приняли участие: от сторонников строительства — координатор Общественного совета содействия строительству храма ветеранских организаций, заместитель председателя «Союза ветеранов Афганистана» Восточного административного округа, депутат Московской городской Думы Андрей Шибаев, настоятель прихода Виктор Родин, благочинный Рождественского благочиния Иоанн Ермилов, двое местных жителей, от противников строительства — четверо местных жителей, среди которых — ветеран войны в Афганистане, член Союза писателей России и Попечительского совета Русского Культурного Центра Александр Карцев. В переговорах также приняли участие префект Восточного административного округа Николай Алёшин и потенциальный кандидат в депутаты Московской городской Думы Анастасия Татулова.[12][20][62][63] Тем не менее значимых договоренностей достигнуто не было. Анастасия Татулова допустила возможность проведения кампании по информированию жителей о планах по строительству храма, а затем — опроса.[64][65]
- На июнь 2019 года строительство не было начато, конфликт продолжает развиваться.[66]
- В конце сентября 2019 в Московской городской думе по инициативе депутата от фракции КПРФ по 19 избирательному округу Олега Шереметьева прошел круглый стол[67] на тему «Проблемы взаимодействия церкви и общества. В чем приоритет: в сохранении древних храмов или строительстве новых?». В круглом столе приняли участие как местные жители, так и председатель комиссии МГД по делам общественных объединений и религиозных организаций, руководитель фракции КПРФ в Мосгордуме Николай Зубрилин, иерей Всеволод Чаплин, а также местные жители. Однако и этот круглый стол не принес никаких договоренностей между сторонами конфликта.

### 2020 год
В период самоизоляции жители районов проводили онлайн-митинги. А также с волнением следили за поселившимися на поляне утками, а также за судьбой кустов чубушника, растущих по границе  выделенного под строительство участка. 

### 2021 год
29.03.2021 на сайте ТАСС появилось следующее сообщение:
"МОСКВА, 29 марта. /ТАСС/. Строительство храма в честь священномученика Игнатия Богоносца на территории Мемориального церковного комплекса в память воинов-афганцев на Зеленом проспекте в Москве начнется до лета, сообщила в понедельник пресс-служба советника патриарха Кирилла Владимира Ресина."
Однако к успокоению жителей, строительство так и не было начато. 

### 2023 год
Мая - сентябрь: проведение масштабных работ по благоустройству парка. Активное участие жителей в высадке деревьев и контроле качества проводимых работ.
Ноябрь 2023 года: попытка начать земляные работы на месте, где планировался въезд на территорию будущей стройки. Однако бдительные жители быстро выяснили что никакой разрешительной документации у  заехавших рабочих нет. После этого при поддержке представителей управы района Новогиреево, работы были остановлены. 

### 2024 год
- 30 октября - на место будущего строительства приезжает техника для установки  объектов некапитального строительства: забора, бытовок, укладки плит для проезда техники. местные жители возмущены, пишут заявление в 102 отделение полиции. Однако на следующий день к подписавшим данное заявление приходят сотрудники полиции с бумагой - “предостережением”. На приеме у помощника депутата МосГорДумы Е.Н. Ямщиковой жители пишут обращение, на основании которого надеются получить документы о строительстве.
- 04 ноября - по случаю Дня Народного Единства в парке проходит сбор местных жителей с целью записи видеообращения.
- 10 ноября - встреча с депутатом Государственной Думы Российской Федерации от фракции КПРФ Д.А Парфеновым[69].
- 01 декабря - встреча депутата Государственной Думы А.О. Удальцовой с жителями районов Перово и Новогиреево[70]
- 13 декабря - по инициативе депутата МосГорДумы Е.Н. Ямщиковой происходит крайне сомнительная с точки зрения дальнейшего блага деревьев, пересадка кустов чубушника и шаровидных кленов из зоны потенциальной стройки в другую часть парка. При этом депутат заранее пригласила жителей на пересадку, однако на саму площадку пришедших жителей не пустили. Случился конфликт между охраной и жителями. Охрана позволила себе рукоприкладство. Однако вечером полиция начала приходить именно к местным жителям.